# معهد فيركين للفيزياء والهندسة ذات درجة الحرارة المنخفضة
معهد فيركين للفيزياء والهندسة ذات درجة الحرارة المنخفضة هو معهد بحثي يجري البحوث الأساسية في الفيزياء التجريبية والنظرية والرياضيات وكذلك في مجال الفيزياء التطبيقية. تأسس في عام 1960 من قبل بوريس فيركين،أولكسندر جالكين، بوريس. إيسلسون وإيهور دميترينكو. بوريس فيركين كان المدير الأول للمعهد.
المجالات الرئيسية للبحث هي الموصلية الفائقة في درجات الحرارة المرتفعة، والموصلية الفائقة الضعيفة، والمغناطيسات الحديدية المضادة، وفيزياء الأنظمة منخفضة الأبعاد، والتحليل الطيفي بنقطة التلامس، والبلورات الكمومية، والظواهر غير الخطية في المعادن، وفيزياء الأنظمة المضطربة، والظواهر الكمية في اللدونة وغيرها. نشر المعهد حوالي 250 دراسة وكتبًا وكتبًا مرجعية وأكثر من 12000 مقالة ومراجعة في المجلات العلمية المرتبة، كما قام بتدريب أكثر من 850 خبيرًا مؤهلاً تأهيلاً عالياً (دكتوراه).